# Alessandro Bencaster
Alessandro Bencaster (La Spezia, 1º settembre 1980) è un ex cestista italiano.

## Carriera
Alto 193 centimetri, ha esordito in Serie A2 nel campionato 1998-99 con il Don Bosco Livorno, dopo aver vinto per due anni consecutivi (1996 e 1997) il titolo italiano nella categoria Juniores con la società toscana.
Confermato per la stagione successiva, si trasferisce poi a Vigevano in B1, prima di ritornare in Legadue nel 2001-02 con l'Orlandina di Capo d'Orlando. 
Nella sua prima stagione in Sicilia gioca 35 partite con una media di 19 minuti e la squadra termina al 10º posto nella regular season.
Nel 2002-03 viene confermato a Capo d'Orlando, dove disputa 31 gare con una media-partita di circa 15 minuti. Il team siciliano arriva 13º alla fine della regular season; retrocesso in serie B.
Nel 2003-04 passa ad Imola dove resta per altre due stagioni consecutive, disputando con l'Andrea Costa 30 partite con una media di 29,6 minuti a gara.
Nella stagione 2005-06 passa a Caserta, disputando 30 incontri (9 di play off), con 31,2 di minuti a gara (27,1 nei play-off) e mettendo a segno 277 punti totali (68 nei play-off), terminando la stagione al 66º posto della classifica realizzativa del campionato. Realizza 31 tiri da tre punti su 77 tentati, con 40,26% di realizzazione (13º in tutta la lega).
La stagione 2006-07 vede Bencaster capitano dell'ambiziosa Pepsi Caserta che punta a salire in serie A; tuttavia le sue medie scendono (7,4 punti di media con un modesto 20,9% da tre) e nella sconfitta dell'ultima partita della regular season giocata a Pavia, che condanna Caserta ai play-off dopo essere stata in testa per quasi l'intero campionato, il play spezzino sembra essere uno dei principali artefici della disfatta con una prestazione da 0 punti in 23 minuti. La Pepsi perderà poi anche i playoff e nonostante avesse firmato un biennale con la squadra campana, per Bencaster si decide bilateralmente, a fine stagione sportiva, di risolvere consensualmente il contratto in scadenza nel giugno 2008.
Il 1º luglio 2007 firma un contratto annuale che lo lega al Pistoia Basket 2000 fino al 30 giugno 2008.
A novembre 2008, a campionato in corso, sigla invece un accordo con l'Edimes Pavia (ancora Legadue) fino al termine della stagione, anche se conclude a febbraio 2010 la sua avventura con una rescissione consensuale con la società pavese.
Firma un accordo fino a fine stagione con la Vanoli Cremona dove calca per la prima volta il palcoscenico della massima serie.
Alla fine della sua unica stagione in Serie A, prende la decisione di lasciare il basket professionistico per motivi familiari per avvicinarsi a casa. Trova l'accordo con la squadra dilettantistica Sarzana Basket, società di C2, con la quale al termine dei play-off raggiungerà la promozione in C1.